# Little Missouri State Park
Der Little Missouri State Park ist ein State Park im US-Bundesstaat North Dakota. Der Park liegt 27 Kilometer nördlich von Killdeer am Highway 22. Der 1858 Hektar große Park liegt in den Badlands von North Dakota, einer rauen, durch Erosion aus Wind und Wasser geschaffenen Landschaft mit Bergkegeln, Plateaus, Schluchten und Spalten. Im Norden des Parks hat sich der Little Missouri River eine 150 Meter tiefe Schlucht gegraben, von der er in den Lake Sakakawea mündet. Die Sioux nannten das Gebiet Mako Shika, was „Wo das Land abbricht“ bedeutet.

## Natur
Im Park kommen Maultierhirsche, Kojoten, Rotluchse und Steinadler vor. In den trockenen Badlands wachsen nur Salbei, Yuccapalmen und Kakteen.

## Touristische Einrichtungen
Der Park verfügt über einen Campingplatz mit Pferdegattern für die Besucher. Durch den Park führen über 120 Kilometer Wege, die allerdings nur von Reitern oder Wanderern genutzt werden dürfen.